# Kővári Judit
Kővári Judit (Várpalota, 1952. május 27. –) magyar színművésznő, egyetemi tanársegéd, magánénektanár.  

## Életpályája
1952-ben született Várpalotán. A Bartók Béla Zeneművészeti Szakiskola elvégzése után felvették a Liszt Ferenc Zeneművészeti Főiskolára, ahol 1977-ben szerzett diplomát hangképzés és szolfézs szakon. 1977–1980 között a Színház- és Filmművészeti Főiskola hallgatója volt, operett-musical színész szakon. Diplomája megszerzése utána Békéscsabán (1980–1986) Kecskeméten (1986–1987) és Szegeden (vendégként) játszott zenés és prózai szerepeket egyaránt. 2006-ban megalapította a Kővirágok Énekiskolát. 
1986 óta Színház- és Filmművészeti Egyetem hangképző tanára, mellette magániskoláját is működteti.
Tanítványai voltak többek között (a teljesség igénye nélkül): Nádasi Veronika, Peller Anna, Szinetár Dóra, Janza Kata, Baranyai Annamária, Baranyi Hanna, Bereczki Zoltán, Szemenyei János, Nagy Sándor. A könnyűzenei világból Zséda, Szekeres Adrien, Dobrády Ákos.

## Filmszerepei
- Szindbád nyolcadik utazása (magyar tévéfilm sorozat, 1985)
- Átok és szerelem (TV film, 1985)
- Hagymácska (magyar mesejáték, 1982)
- A Hétpettyes Lovag  (magyar mesejáték, 1981)

## Kővirágok Énekiskola
A kezdő énekesek támogatása általi elkötelezettsége hívta életre a Kővirágok Énekiskolát, mely nevét Judit korábbi becenevéről kapta (Kővirág).
Az iskolában 11 éves kortól felnőtt korig foglalkoznak diákokkal heti 1 napos oktatásban, komplex művészeti képzéssel. Elsősorban a musical és könnyűzenei stílusokban. Az iskola számos olt diákja ma már sikeres előadóművész. Többek között: Brasch Bence Borbély Richárd, Kardffy Aisha, Jenes Kitti, Szentmártoni Normann, Vastag Tamás, Muri Enikő és Pál Dénes.

## Díjai, elismerései
- Artisjus-díj (2011)